# Batalla de Phintias
La batalla naval de Phintias tuvo lugar en el 249 a. C. durante la primera guerra púnica cerca de la moderna Licata, en el sur de Sicilia entre las flotas de Cartago bajo Carthalo y la República romana bajo Lucio Junio Pulo. La flota cartaginesa había interceptado la flota romana de Phintias, y la había obligado a buscar refugio. Cartago, que escuchó la advertencia de sus pilotos sobre las inminentes tormentas, se retiró al este para evitar el clima que se avecinaba. La flota romana no tomó ninguna precaución y posteriormente fue destruida con la pérdida de todos los barcos menos dos. Los cartagineses explotaron su victoria atacando las costas de la Italia romana hasta el 243 a. C. Los romanos no hicieron un gran esfuerzo naval hasta el 242 a. C.

## Antecedentes
La cadena de victorias navales romanas, como la de  Milas y  Ecónomo, les había dado la superioridad en el mar y la confianza para hacer un ataque directo a la propia Cartago, que finalmente terminó con la derrota del ejército romano en los  Bagrades y la pérdida de su flota en una tormenta frente a Camarina en el año 255 a. C. Los romanos evitaron enfrentarse al ejército cartaginés en Sicilia hasta el año 253 a. C., cuando los cartagineses fueron derrotados en la batalla de Palermo en el año 250 a. C. Los romanos atacaron después la fortaleza cartaginesa de Lilybaeum gobernada por Himilco. El comandante cartaginés de Drepana, Aderbal, envió barcos para asaltar las costas sicilianas e italianas, mientras que la caballería cartaginés de Drepana emboscó la operación de suministro romana. La situación de los suministros se hizo desesperada, los hombres se enfermaron por comer carne podrida, y solo el grano enviado por tierra por Hierón II de Siracusa evitó el desastre a los romanos.  En respuesta, Lilybaeum fue bloqueado por una flota romana comandada por los cónsules del año Publio Claudio Pulcro y Lucio Junio Pulo. Pulcro llegó a Sicilia primero con parte de la flota y se hizo cargo de las operaciones, mientras que Junio se quedó en Italia para organizar los suministros y preparar el resto de la flota. Cartago logró reabastecer a Lilybaeum gracias a las hazañas de un pequeño escuadrón liderado por un comandante llamado Aníbal, hijo de Amilcar, que logró romper el asedio a plena luz del día y entregar los suministros a la guarnición de Lilybaeum. Aníbal abandonó la ciudad llevando los inútiles caballos de caballería y navegó hasta el puerto de Drepana por la noche, antes de que los romanos supieran lo que estaba pasando y pudieran responder. Esta operación de suministro se repitió varias veces, lo que anuló todo el efecto del bloqueo, ya que la guarnición púnica estaba siendo alimentada y mantenida en contacto con Cartago.
Poco después, un valiente marinero, identificado como Aníbal el Rodio, desafió abiertamente a la flota romana navegando alrededor de la flota para espiar la ciudad y transmitir la noticia de los acontecimientos en el interior de Lilybaeum al Senado cartaginés y al comandante cartaginés, Aderbal. Esto provocó que el comandante romano atacara el puerto de Drepana, donde la flota romana fue aplastada con la pérdida de 93 barcos, dejando a la flota cartaginesa libre para llevar la batalla a los romanos.

### Control de Cartago
Aderbal envió prisioneros romanos y algunos de los barcos capturados a Cartago. Aníbal, que había comandado las operaciones de socorro en Lilybaeum, luego navegó a Palermo con 30 barcos y capturó transportes romanos que llevaban suministros para las fuerzas terrestres romanas que asediaban Lilybaeum y regresó a Drepana. Aderbal guardó parte de los suministros capturados en Drepana y envió el resto a la guarnición cartaginesa que defendía Lilybaeum. Luego reforzó la flota de 70 naves bajo el mando de Cartago, que había llegado de Cartago, con otras 30 naves de su propia flota. Cartago navegó por la noche desde Drepana y atacó los barcos romanos anclados cerca de Lilybaeum al amanecer, quemando algunos de ellos y remolcando otros como trofeos, mientras que Himilco, el comandante de la guarnición de Lilybaeum, se enfrentó a los romanos simultáneamente para evitar que interfirieran en la operación de la flota.
Cartago, probablemente oyendo que otra flota romana había navegado desde Siracusa a Lilybaeum, celebró un consejo de guerra, y persuadió a los comandantes cartagineses para enfrentarse a los romanos en el mar. Navegó con una flota a Heraclea Minoa en previsión de interceptar el convoy romano con destino a Lilybaeum, mientras que Aderbal mantuvo su flota en Drepana para protegerse de cualquier actividad naval romana. Según Diodoro, Cartago comandaba 120 barcos en Phintias. Había llegado a Sicilia con un contingente de 70 barcos, había recibido otros 30 barcos de Aderbal. En Lilybaeum, Cartago había capturado varios barcos romanos, mientras que Aderbal había capturado 93 barcos en Drepana después de la derrota romana. Algunas de estas naves capturadas habían sido enviadas de vuelta a Cartago como trofeos, algunas de las naves de la flota de Aderbal podían haber sufrido daños en la batalla y se habían vuelto innavegables, por lo que Cartago había tripulado algunas de las naves capturadas con tripulaciones púnicas o había obtenido más naves de Aderbal o Cartago.

### Convoy de suministros romano
El cónsul Lucio Junio Pulo estaba en Italia cuando Pulcher perdió su flota. Es posible que ignorara el desastre cuando zarpó de Italia, probablemente en julio del 249 a. C., con 60 buques de guerra y otros barcos de socorro. Se le unió otro contingente de barcos de Sicilia en Messina, llevando su flota hasta 120 barcos de guerra y casi 800 de transporte, que llevaban los suministros para el ejército de tierra. Dado que Roma había perdido una flota de suministros en Palermo, el éxito de este convoy fue crucial para mantener el ejército romano en Sicilia. Es probable que Junius se enterara de la derrota romana en Drepana y de la captura de la flota de suministros en Palermo después de su llegada a Sicilia. Explicaría por qué eligió no navegar a lo largo de la costa norte de Sicilia, ya que Drepana y la victoriosa flota cartaginesa se encontraba entre él y Lilybaeum a lo largo de esa ruta. Eligió navegar a lo largo de la costa sur de Sicilia.
Junius navegó primero a Siracusa, que tenía un gran puerto para acomodar todos sus barcos. Hierón II era un aliado y los romanos obtenían suministros de maíz y otras provisiones de Siracusa. Junius envió entonces la mitad de los transportes, bajo el mando de los Cuestores, al oeste hacia Lilybaeum con la intención de facilitar la situación de los suministros del ejército romano, mientras que permaneció en Siracusa durante algún tiempo con el resto de la flota romana y los otros transportes, reuniendo a los rezagados y recogiendo más suministros. Este convoy que navegaba hacia Lilybaeum estaba escoltado por unos pocos buques de guerra o por el grueso de la flota de guerra romana

## La batalla
Mientras tanto, Cartago había anclado en Heraclea Minoa y puesto vigías para vigilar la flota romana. Alertado por sus vigías de la aproximación de la flota romana, salió para interceptarlos. Lo que sucedió después es registrado de manera diferente por Polibio y Diodoro, y es difícil de reconciliar completamente.

### Narración de Polibio
Según Polibio, las naves exploradoras romanas alertaron a su flota a tiempo para que los Cuestores dieran la vuelta, evitaran el enfrentamiento con la flota superior cartaginesa y navegaran hacia el este hasta la ciudad de Phintias. La ciudad no tenía puerto, por lo que los barcos romanos se refugiaron a lo largo de algunos arroyos y rocas que desembocaban en el mar. Los cuestores obtuvieron mangonales y catapultas de la ciudad, y las colocaron en las colinas y rocas para proteger a la flota. Cuando llegó la flota cartaginesa, Cartago se acercó a la flota romana esperando que las tripulaciones romanas entraran en pánico y abandonaran sus barcos. Cuando los romanos se mantuvieron firmes, se acercó con la intención de bloquearlos. Sin embargo, después de ver sus preparativos defensivos, optó por no poner en peligro sus barcos, logró capturar algunos de los transportes romanos, luego navegó hasta la desembocadura de un río cercano, ancló sus barcos y esperó a que los romanos volvieran a zarpar.
Era lógico que la flota romana de avanzada evitara la batalla, ya que solo tenían unas pocas naves de guerra como escolta. Lo que probablemente significa que Junius no sabía de la derrota romana en Drepana o no esperaba ninguna actividad cartaginesa a lo largo de la ruta sur. La flota cartaginesa presumiblemente solo alcanzó a los romanos cerca de Finees y los obligó a buscar refugio, ya que los cartagineses lograron capturar unos pocos barcos de suministro romanos, pero la mayor parte de la flota romana escapó de su control. Cartago ancló entonces cerca de la desembocadura de un río al oeste, sin saber cuál, y esperó a que se produjeran más acontecimientos. Cartago había capturado unos pocos barcos de suministro romanos, por lo que presumiblemente podría permanecer en la zona durante algún tiempo. Si estaba jugando el juego de la espera con los romanos, estaba en desventaja, ya que los romanos tenían amplios suministros, Cartago podía satisfacer sus necesidades inmediatas con los barcos romanos capturados y con lo que tuviera a bordo, pero a largo plazo habría tenido que conseguir provisiones de Lilybaeum por mar.
La flota romana de Siracusa bajo el cónsul L. Junius, probablemente sin saber lo que había sucedido, había zarpado de Siracusa y apareció antes de que los barcos romanos de Phintias hicieran algún movimiento. Cartago, advertido de la llegada de Junius, probablemente por barcos exploradores que patrullaban la zona, pasó por Phintias para enfrentarse a los romanos lo más lejos posible de los barcos romanos de Phintias. Si los romanos en Phintias habían recibido alguna noticia anticipada de la llegada de la flota de su Cónsul, no hicieron ningún movimiento para unirse a él. El cónsul se negó a la batalla y ancló su flota a lo largo de la costa más al este, mientras que la flota cartaginesa ancló en algún lugar de la costa entre las dos flotas romanas. Esto era inusual porque la flota romana combinada podría haber rodeado a los cartagineses coordinando sus movimientos.
La elección de Cartago de anclar su flota entre dos flotas romanas después de la llegada de Lucio Juno también es poco convencional. Además de las dificultades logísticas, los cartagineses se arriesgaron a ser atrapados en un movimiento de pinza por los romanos, y a menos que los cartagineses anclaran en una cala protegida inaccesible desde tierra, se arriesgaron a ser atacados desde tierra en sus barcos varados. Antes de que Cartago eligiera su siguiente movimiento, los capitanes de los barcos cartagineses, familiarizados con el clima local, le advirtieron de las tormentas que se acercaban. Cartago ahora se alejó, no al oeste hacia Lilybaeum, sino al este, sin obstáculos de la flota romana, rodeó el Cabo Pachinón con dificultad y salió de la tormenta. La flota romana probablemente fue lenta en moverse y fue destruida más tarde cerca de Camarina cuando la tormenta finalmente se desató, aunque el Cónsul sobrevivió a la calamidad.

### Narración de Diodoro
Diodoro da una versión diferente de los eventos. Afirma que los questores dirigieron el grueso de la flota romana (probablemente 84 de los 120 barcos romanos más cualquier escuadrón aliado - Es lógico que la flota avanzada sea escoltada por la mayoría de la flota en los mares controlados por Cartago) hacia Lilybaeum, y fue interceptada por la flota cartaginesa frente a Gela. Los asustados romanos navegaron hacia el oeste y se refugiaron en Phintias, Cartago los persiguió, y frente a Phintias sus barcos atacaron a los romanos, inutilizando 50 transportes, mientras que 17 barcos de guerra fueron hundidos y 13 quedaron paralizados. En esta narración, Cartago no esperó en Heraclea sino que estaba navegando hacia el este cuando se encontró con la flota romana que iba hacia el oeste. Los romanos entraron en pánico, y probablemente sabiendo que no podían escapar de los cartagineses, eligieron navegar hacia el oeste y buscar refugio en Phintias. Los barcos cartagineses eran más rápidos que los buques de guerra romanos, y la flota romana tenía transportes con ellos, que eran más lentos que los buques de guerra. Por lo tanto, una batalla en curso con los cartagineses, mientras que la flota romana trató de volver al este hacia Siracusa, se habría arriesgado a perder varios barcos por los cartagineses más rápidos y maniobrables. Mientras los transportes se dirigían a la seguridad de Phintias, a quince millas al oeste de Gela, los escoltas romanos presumiblemente se enfrentaron a los cartagineses en una acción de contención para dar tiempo a sus transportes para escapar y recibieron una paliza antes de retirarse a Phintias.
Cartago, sin embargo, no ancló cerca de Phintias en esta narración. Navegó hacia el oeste y ancló cerca de la desembocadura del río Halykos cerca de Heraclea Minoa, cuarenta millas al oeste presumiblemente por razones logísticas. Cargar los barcos de guerra con suministros hace que los barcos sean pesados y lentos, como los cartagineses descubrirían más tarde en su desventaja en la Batalla de las Islas Egadas. Anclar una flota en territorio controlado por el enemigo y permitir que la tripulación se alimente corre el riesgo de ser sorprendido por el enemigo en tierra y en mar, como lo serían los cartagineses antes de la batalla del río Ebro y los romanos después de la batalla de Cissa. Cuando el Cónsul Junius llegó a Phintias con 36 buques de guerra y el resto de los barcos de provisiones, Carthalo llegó de nuevo a Phintias con su flota, pero avisado del mal tiempo que se avecinaba, navegó hacia el este logrando rodear el Cabo Pachinón y resistir la tormenta. Junius quemó los 13 barcos dañados y se dirigió a Siracusa. La flota romana se encontró con la tormenta frente a Canmarina, perdiendo todos los barcos menos dos. El Cónsul estaba entre los sobrevivientes, y se las arregló para navegar a Lilybaeum a salvo.

## Consecuencias
Lucius Junius se puso a trabajar después de tomar el mando en Lilybaeum. Después de arreglar que se trajeran suministros para el ejército usando rutas terrestres, ocupó la ciudad de Eryx y fortificó un lugar llamado Akellos, donde algún tiempo después fue capturado por los cartagineses bajo Cartago. Lucius Junius fue liberado en el 247 a. C. durante un intercambio de prisioneros, regresó a Roma y se suicidó para evitar ser juzgado en Roma.
Su colega consular, Publio Claudio Pulcher había regresado a Roma después de su derrota en Drepana. La captura de Junius llevó a que se le pidiera que nombrara a un dictador. Nombró arrogantemente a un liberto de baja cuna, que fue forzado a renunciar por el Senado antes de que pudiera nominar a su maestro de ceremonias. Este incidente aceleró el juicio de Pulcher en la corte por su sacrilegio debido al incidente de la gallina. Fue condenado y sentenciado al exilio, con su carrera política terminada. La situación era tan desesperada que el Senado nombró dictador a Aulo Atilio Calatino y lo envió a la isla para controlar la guerra terrestre. Roma había reconstruido previamente sus flotas incluso después de perder de 284 a 600 barcos en una tormenta en el año 255 a. C. y otros 150 barcos en el año 253 a. C. La derrota de los Drepana y la pérdida de la flota desmoralizó tanto a los romanos que esperaron siete años antes de construir otra flota. Cartago, que ahora está al mando total del mar, no hizo ningún esfuerzo por conquistar Sicilia o atacar Italia. No se sabe nada de las actividades posteriores de Aderbal y Aníbal, los comandantes navales que habían expulsado a los romanos del mar, ayudados por el clima. Carthalo incursionó en Italia en el 248 AC, pero los cartagineses retiraron constantemente sus barcos de Sicilia y para el 242 AC, no había flotas estacionadas en la isla. Los romanos continuaron su asedio a Drepana y Lilybaeum, y en el 247 a. C., Cartago envió a Amílcar Barca, padre del general Aníbal, a Sicilia.
Amilcar no tenía una armada y su ejército no era lo suficientemente grande para derrotar a los romanos. Su brillante campaña contra los romanos impuso una pesada carga a las finanzas de ambos estados, tanto que para el 244 a. C., Cartago se vio obligada a solicitar un préstamo de 2000 talentos a Egipto, que fue rechazado, mientras que para el 243 a. C., Roma estaba en bancarrota. Cartago también estaba expandiendo su territorio en África para asegurar tasas y tributos para financiar a los  numidianos. Sin embargo, cuando Roma pidió prestado dinero a sus ciudadanos para financiar y entrenar una flota en el año 243, su abandono de la armada hizo que Cartago quedara atrapada con el paso equivocado.